# Keras
Keras és una biblioteca de xarxes neuronals artificials de codi obert escrita en llenguatge Python. Keras es pot executar damunt de TensorFlow, Microsoft Cognitive Toolkit (CNTK) o Theano. Dissenyat per a experimentar en xarxes neuronals artificials, presenta com a punts forts la usabilitat amigable, la modularitat i l'escalabilitat. Keras va ser desenvolupat en el projecte ONEIROS (Open-ended Neuro-Electronic Intelligent Robot Operating System) i el seu autor principal és un enginyer de Google anomenat François Chollet.

## Característiques
El programari Keras conté nombroses implementacions emprades en xarxes neuronals tals com capes, objectius, funcions d'activació, optimitzadors i diverses eines de treball. Keras permet dissenyar models executables en telèfons intel·ligents (iOS i Android), sobre el web, o sobre la maquina virtual Java. Permet l'entrenament dels models executats en GPU (Graphics Processing Units) i TPU (Tensor processing units).